# مطار عبيد أماني كرومي الدولي
مطار عبيد أماني كرومي الدولي (بالسواحلية: Uwanja wa Ndege wa Kimataifa wa Abeid Amani Karume)(إياتا: ZNZ، إيكاو: HTZA) المطار الرئيسي في أرخبيل زنجبار الموجود في جزيرة أنغوجا. ويقع على بعد حوالى 5 كيلومتر (3.1 ميل) جنوب مدينة زنجبار، عاصمة زنجبار، ولديه رحلات إلى شرق افريقيا وأوروبا والشرق الأوسط.
كان يعرف سابقا باسم مطار كيسوني (Kisauni Airport) ومطار زنجبار الدولي. تم تغيير اسم المطار في عام 2010 تكريما لعبيد أماني كارومي، أول رئيس الجزيرة.

## الخطوط الجوية والوجهات

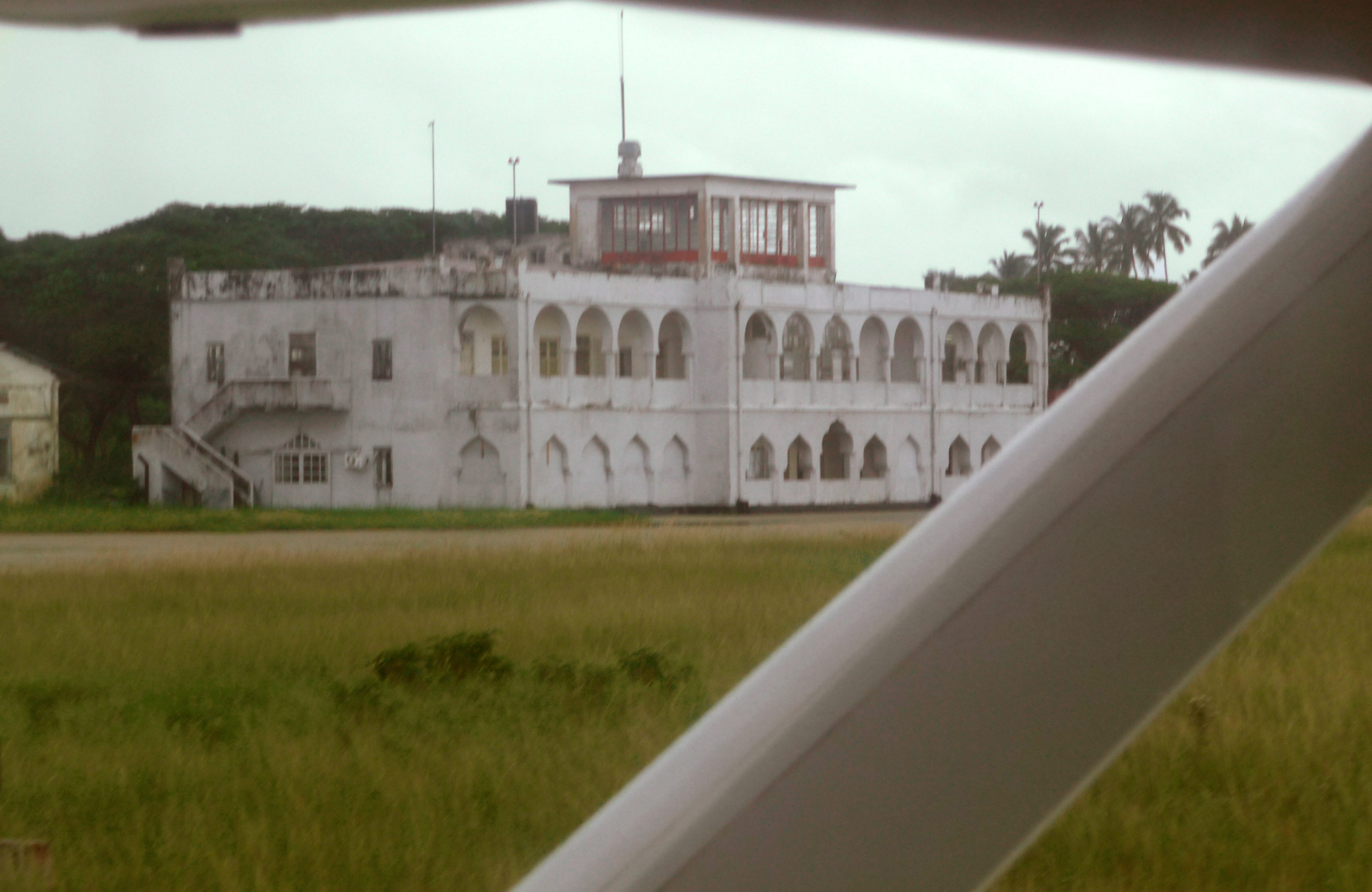
مبنى المطار القديم

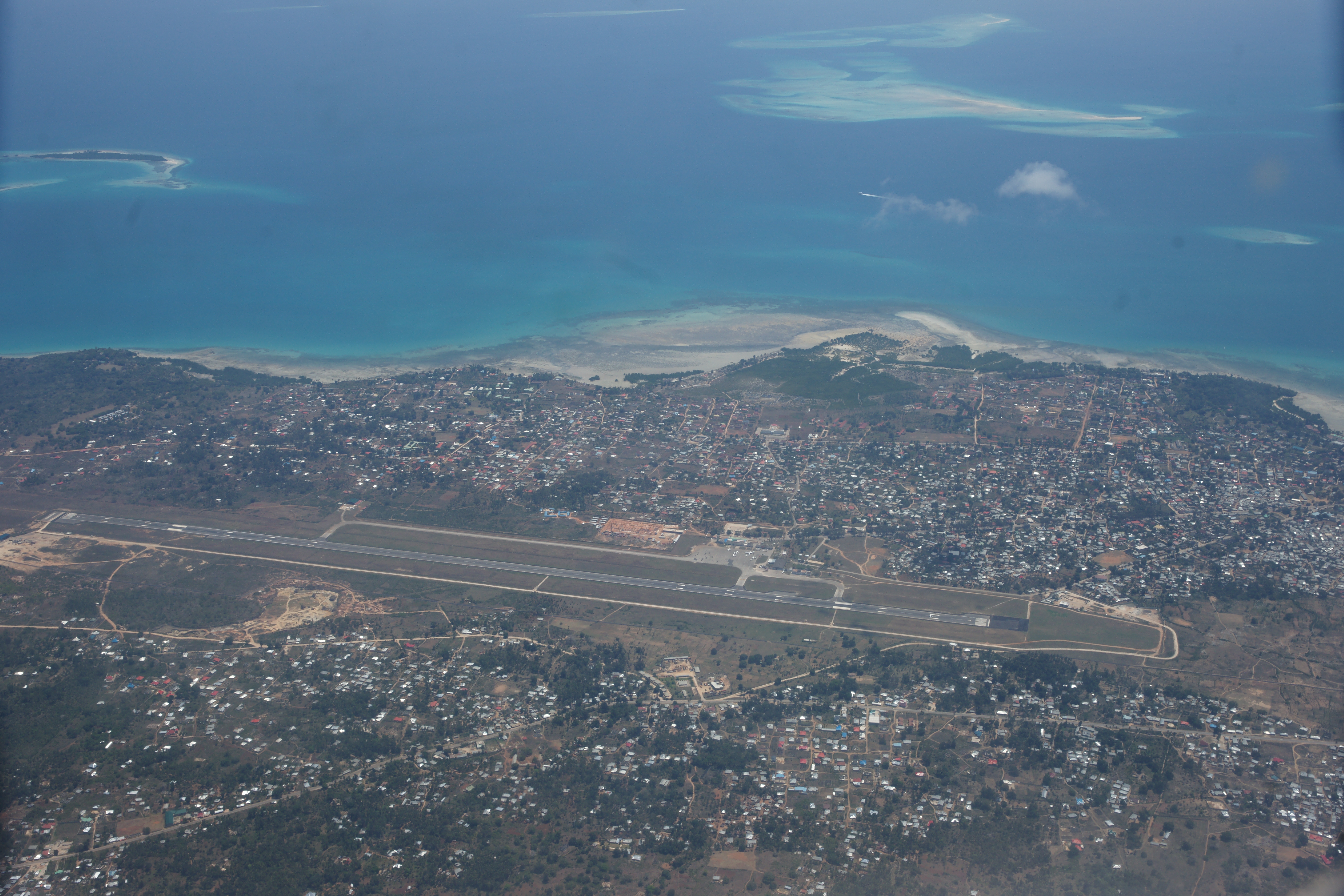
منظر المطار

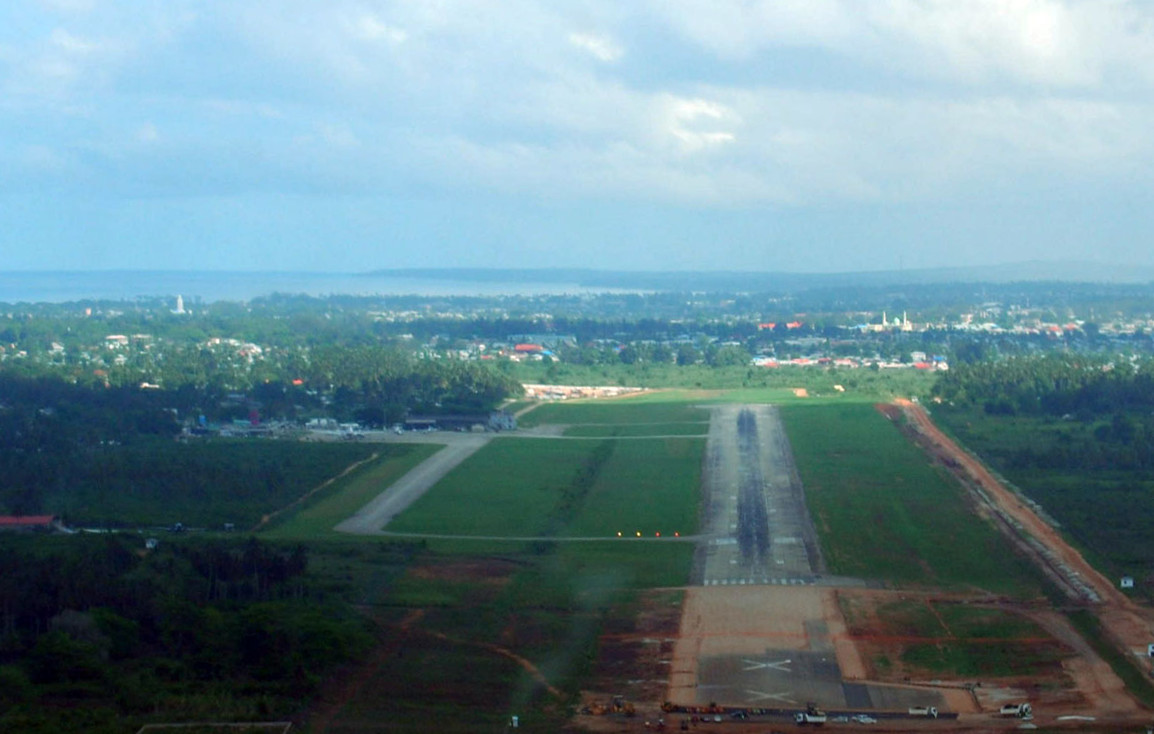
منظر المطار

### الركاب
| شركـات طيـران                   | الوجهات |
| ------------------------------- | --- |
| الخطوط الجوية الفرنسية          | مطار باريس شارل ديغول |
| الخطوط الجوية التنزانية         | مطار جوليوس نيريري |
| خطوط أركيا                      | موسمي: مطار بن غوريون الدولي |
| As Salaam Air                   | مطار أروشا، مطار جوليوس نيريري، Pemba Island ‏، مطار تانغا ‏ |
| أوريك للطيران                   | مطار أروشا، مطار جوليوس نيريري، مطار إنتيبي الدولي، مطار إرينغا ‏، مطار كيغالي الدولي، مطار كليمنجارو الدولي، محمية ماساي مارا الوطنية، Mafia Island ‏، حديقة ميكومي الوطنية، Pangani، Pemba Island ‏، متنزه رواها الوطني ‏، Saadani، Selous، متنزه سيرينغيتي الوطني، مطار سونجيا ‏، مطار تانغا ‏ |
| Azur Air                        | موسمي عارض: Kazan، مطار فنوكوفو الدولي، مطار نوفوسيبيرسك، Rostov-on-Don، مطار بولكوفو، مطار كوروموخ الدولي |
| Coastal Aviation                | مطار أروشا، مطار جوليوس نيريري، Kilwa Masoko ‏، Mafia Island ‏، مطار بحيرة مانيارا ‏، مطار موانزا، Pemba Island ‏، Seronera، مطار تانغا ‏ |
| كوندور للطيران                  | موسمي: مطار فرانكفورت |
| إديلويس إير                     | موسمي: مطار زيورخ الدولي |
| الخطوط الجوية الإثيوبية         | مطار أديس أبابا بولي الدولي، مطار جوليوس نيريري |
| الاتحاد للطيران                 | موسمي: مطار أبو ظبي الدولي |
| Eurowings Discover              | موسمي: مطار فرانكفورت |
| Flightlink Limited ‏             | مطار أروشا، مطار جوليوس نيريري، Pemba Island ‏، Seronera |
| فلاي 540                        | مطار موي الدولي، مطار جومو كينياتا الدولي |
| فلاي دبي                        | مطار دبي الدولي |
| FlySafair                       | مطار أوليفر ريجنالد تامبو |
| Global Aviation                 | عارض: مطار أوليفر ريجنالد تامبو |
| هاي فلاي (شركة طيران)           | موسمي عارض: مطار لشبونة (begins 30 July 2023) |
| يسرائير                         | مطار بن غوريون الدولي |
| الخطوط الجوية الكينية           | مطار جومو كينياتا الدولي |
| الخطوط الجوية الملكية الهولندية | مطار سخيبول أمستردام |
| خطوط لوت الجوية البولندية       | موسمي عارض: مطار فاكلاف هافيل الدولي، مطار وارسو فريدريك شوبان |
| Malawi Airlines                 | مطار ليلونغوي الدولي |
| نيوس (شركة طيران)               | موسمي: مطار بولونيا، مطار مالبينسا، مطار ليوناردو دا فينشي، Verona |
| Nordwind Airlines               | موسمي عارض: مطار شيريميتييفو الدولي |
| الطيران العماني                 | مطار جوليوس نيريري، مطار مسقط الدولي |
| بريسيجن إير                     | مطار أروشا، مطار جوليوس نيريري، مطار جومو كينياتا الدولي، Pemba Island ‏ |
| الخطوط الجوية القطرية           | مطار حمد الدولي |
| Regional Air Services ‏          | مطار أروشا |
| Tropical Air                    | مطار جوليوس نيريري، مطار مبيا ‏، Pemba Island ‏ |
| أركي فلاي                       | موسمي: مطار سخيبول أمستردام |
| TUI fly Nordic                  | موسمي عارض: مطار ستوكهولم أرلاندا |
| الخطوط الجوية التركية           | مطار إسطنبول الدولي |
| الخطوط الجوية الأوغندية         | مطار إنتيبي الدولي |
| Utair                           | موسمي عارض: مطار فنوكوفو الدولي |
| ZanAir                          | مطار أروشا، مطار جوليوس نيريري، Pemba Island ‏، Saadani، Selous |

### الشحن
| شركـات طيـران         | الوجهات                                   |
| --------------------- | ----------------------------------------- |
| Astral Aviation       | مطار جومو كينياتا الدولي                  |
| الخطوط الجوية الكينية | مطار جومو كينياتا الدولي، مطار موي الدولي |

## إحصائيات
- عدد الرحلات التي تمت مناولتها (2005): 14،302[17]
- حركة المسافرين (2005): 418،814[17]
- مناولة الشحن (2005): 566 طن[17]

## روابط خارجية
- Zanzibar International Airport نسخة محفوظة 30 أغسطس 2018 على موقع واي باك مشين.
- حالة الطقس في Zanzibar / Kisauni، Tanzania (HTZA).
- تاريخ الحوادث لـ (ZNZ) على شبكة سلامة الطيران.